# WxPython
wxPython es un binding de la biblioteca gráfica wxWidgets para el lenguaje de programación Python. La biblioteca wxWidgets se caracteriza por ser multiplataforma, por lo que su uso junto a Python permite el desarrollo rápido de aplicaciones gráficas multiplataforma.

## Licencia
Siendo un binding, wxPython usa la misma licencia de software libre que wxWidgets (LGPL), la cual es una licencia aprobada por la Fundación del Software Libre y la Open Source Initiative.

## Historia
wxPython nació cuando Robin Dunn necesitaba una GUI que funcionara en sistemas HP-UX y también en Windows 3.1 en unas pocas semanas. Mientras evaluaba las soluciones comerciales, se encontró con unos bindings de Python para el toolkit wxWidgets. Por esto, aprendió Python en un corto tiempo, y se convirtió en uno de los principales desarrolladores de wxPython (que se generó a partir de esos bindings iniciales), junto a Harri Pasanen. Las primeras versiones del wrapper fueron creadas a mano. Sin embargo, el código base no tardó en tornarse muy difícil de mantener en sincronización con los releases de wxWidgets. Pero las versiones posteriores fueron creadas con SWIG, reduciendo enormemente la cantidad de trabajo necesario para actualizar el wrapper. La primera versión "moderna" fue anunciada en 1998.
A partir del 2011 el código de wxPython fue casi totalmente reescrito en lo que se llamó el proyecto Phoenix. El objetivo principal de este proyecto era automatizar lo máximo posible el desarrollo de los bindings de Python para el tookit wxWidgets, disminuyendo con ello el trabajo necesario para mantener wxPython. Además la nueva versión sería compatible con la versión 3 de Python.

## Project Phoenix
El Proyecto Phoenix, el cual empezó en 2012, es un esfuerzo para compatibilizar wxPython con Python 3 Este proyecto es una nueva implementación de wxPython, enfocada en mejorar la velocidad, mantenibilidad y extensibilidad. Al igual que el wxPython "clásico", envuelve la biblioteca wxWidgets y provee acceso a porciones de la misma orientadas a crear interfaces de usuario, exponiendo la API de wx. Permite a las aplicaciones Python tener interfaces de usuario en sistemas Windows, Mac y Unix con un aspecto y comportamiento nativo, requiriendo muy escaso código específico para la adecuarlo a la plataforma.

## Ejemplo
Este es un módulo simple "Hello world" que ilustra la creación de dos objetos principales en wxPython (la ventana y la aplicación), y la delegación de control a un sistema controlado por eventos (llamando
MainLoop()) que provee la parte interactiva del programa
```
#!/usr/bin/env python

import
 
wx

class
 
TestFrame
(
wx
.
Frame
):

    
def
 
__init__
(
self
,
 
parent
,
 
ID
,
 
title
):

        
wx
.
Frame
.
__init__
(
self
,
 
parent
,
 
wx
.
ID_ANY
,
 
title
,
 
pos
=
(
0
,
 
0
),
 
size
=
(
320
,
 
240
))

        
panel
 
=
 
wx
.
Panel
(
self
,
 
wx
.
ID_ANY
)

        
text
 
=
 
wx
.
StaticText
(
panel
,
 
wx
.
ID_ANY
,
 
"Hello, World!"
,
 
wx
.
Point
(
10
,
 
5
),
 
wx
.
Size
(
-
1
,
 
-
1
))

class
 
TestApp
(
wx
.
App
):

    
def
 
OnInit
(
self
):

        
frame
 
=
 
TestFrame
(
None
,
 
wx
.
ID_ANY
,
 
"Hello, world!"
)

        
self
.
SetTopWindow
(
frame
)

        
frame
.
Show
(
True
)

        
return
 
True

if
 
__name__
 
==
 
'__main__'
:

    
app
 
=
 
TestApp
()

    
app
.
MainLoop
()

```